# John A. Burns
John Anthony Burns (Fort Assinniboine, 30 marzo 1909 – Honolulu, 5 aprile 1975) è stato un politico statunitense, governatore delle Hawaii dal 1962 al 1974.

## Biografia
Nato a Fort Assinniboine, una fortezza militare situata nel nord del Montana, Burns si trasferisce alle Hawaii all'età di 4 anni. Nel 1927 si arruola nell'esercito statunitense dopo essere stato cacciato dal liceo, ma verrà poi scaricato dopo solo un anno di arruolamento a seguito della sua scarsa condotta.
Nel novembre 1962 è candidato come democratico alla carica di governatore delle Hawaii per le elezioni governative, vincendo con un ampio margine di voti contro il governatore uscente William F. Quinn. Giurerà come governatore il 3 dicembre successivo. Verrà poi rieletto per altri due mandati negli anni 1966 e 1970. Rimarrà in carica fino al 1974.
Malato di cancro, Burns muore all'età di 66 anni il 5 aprile 1975, quattro mesi dopo aver concluso il suo terzo mandato di governatore.